# Yağlıtaş
Yağlıtaş ist ein Ortsteil (Mahalle) im Landkreis Pozantı der türkischen Provinz Adana mit 284 Einwohnern (Stand: Ende 2024). Im Jahr 2011 hatte Yağlıtaş 336 Einwohner.